# Alstroemeria itabiritensis
Alstroemeria itabiritensis es una especie de la familia de las alstroemeriáceas. La especie fue descrita por primera vez por Pierfelice Ravenna.  Alstroemeria itabiritensis pertenece al género Alstroemeria y a la familia Alstroemeriaceae.
Se distribuye principalmente en el sureste de Brasil, especialmente descrita en el estado de Minas Gerais. Es un geófito tuberoso y crece principalmente en el bioma tropical estacionalmente seco.